# Piper City
Piper City és una població dels Estats Units a l'estat d'Illinois. Segons el cens del tenia 781 habitants.

## Demografia
Segons el cens del 2000, Piper City tenia 781 habitants, 307 habitatges, i 210 famílies. La densitat de població era de 548,3 habitants/km².
Dels 307 habitatges en un 29,6% hi vivien nens de menys de 18 anys, en un 58% hi vivien parelles casades, en un 8,1% dones solteres, i en un 31,3% no eren unitats familiars. En el 29,3% dels habitatges hi vivien persones soles el 20,5% de les quals corresponia a persones de 65 anys o més que vivien soles. El nombre mitjà de persones vivint en cada habitatge era de 2,45 i el nombre mitjà de persones que vivien en cada família era de 3,01.
Per edats la població es repartia de la següent manera: un 25,4% tenia menys de 18 anys, un 6,5% entre 18 i 24, un 23% entre 25 i 44, un 22,8% de 45 a 60 i un 22,3% 65 anys o més.
L'edat mediana era de 42 anys. Per cada 100 dones de 18 o més anys hi havia 78,3 homes.
La renda mediana per habitatge era de 36.250 $ i la renda mediana per família de 40.278 $. Els homes tenien una renda mediana de 33.393 $ mentre que les dones 21.750 $. La renda per capita de la població era de 19.393 $. Aproximadament el 7,1% de les famílies i el 10% de la població estaven per davall del llindar de pobresa.

## Poblacions més properes
El següent diagrama mostra les poblacions més properes.